# Williams FW27
Chronologie des modèles (2005)
Williams FW26 Williams FW28
La Williams FW27 est la monoplace de Formule 1 engagée par l'écurie britannique Williams F1 Team dans le cadre du championnat du monde de Formule 1 2005. Elle est présentée à Valence le 31 janvier 2005 en Espagne. Elle est pilotée par l'Australien Mark Webber, l'Allemand Nick Heidfeld et le Brésilien Antônio Pizzonia. Les pilotes d'essais sont les Allemands Sebastian Vettel et Nico Rosberg, l'Anglais Andy Priaulx et le Néo-Zélandais Scott Dixon. La Williams FW27 bénéficie des pneumatiques Michelin avec sept autres écuries.

## Historique

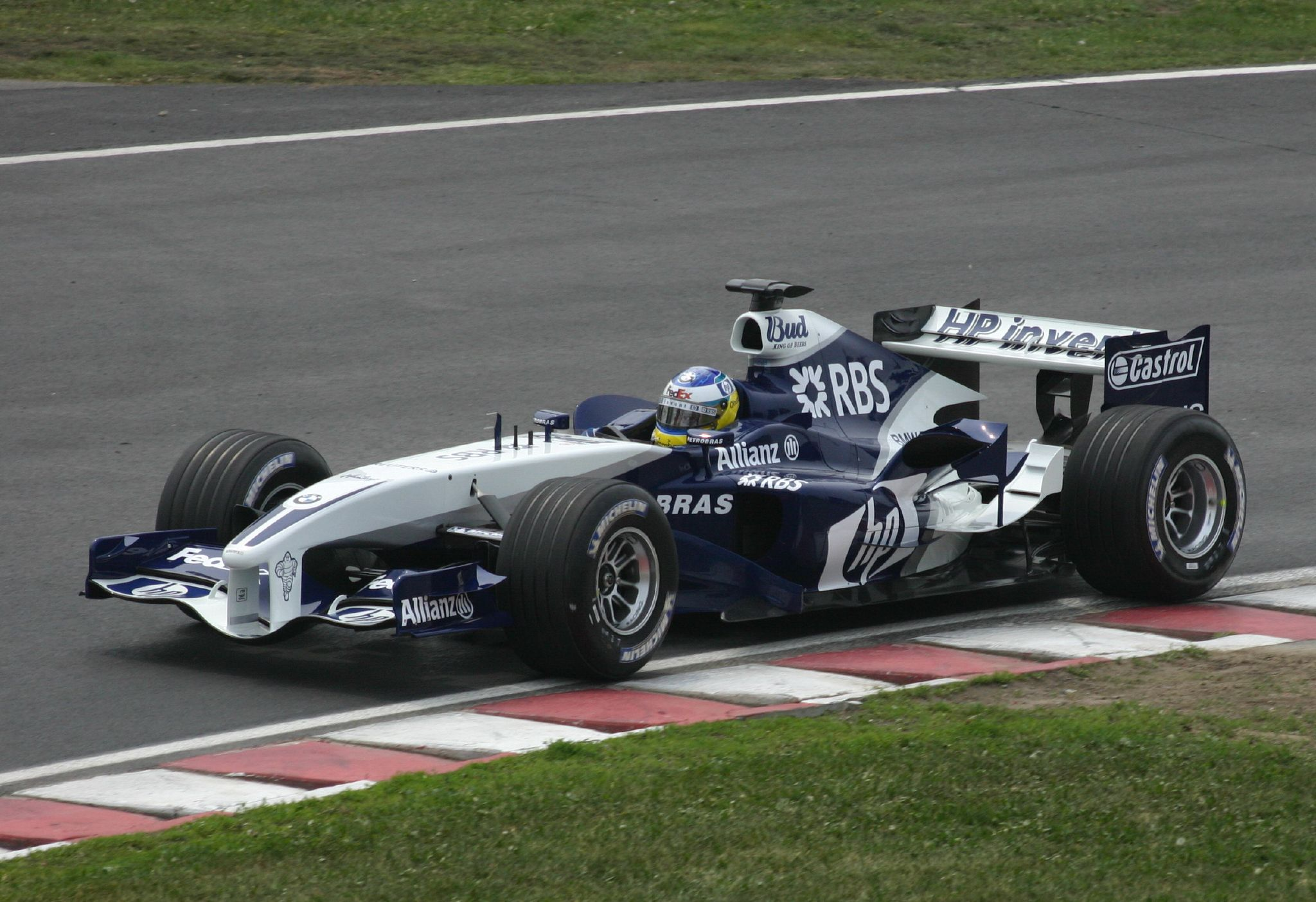
La Williams FW27 de Nick Heidfeld au Grand Prix du Canada 2005.

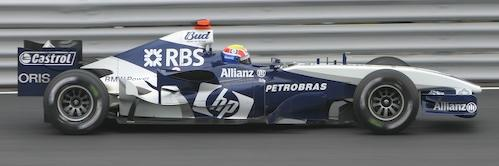
Mark Webber lors du Grand Prix du Canada 2005.

Après une décevante saison 2004 marquée par des errements techniques comme le "nez de morse" de la Williams FW26, des dissensions entre l'écurie et son motoriste ainsi que par la fin de la collaboration avec la paire Montoya-Ralf Schumacher, Williams attend de cette saison 2005 qu'elle soit une année de transition avant le retour au sommet.
Cela commence par l'embauche de nouveaux pilotes, l'Australien Mark Webber et l'Allemand Nick Heidfeld, Jenson Button refusant d'honorer un contrat signé avec Williams et préférant le racheter pour pouvoir rester chez Honda.
Dès le début de la saison, en Australie, Webber est troisième sur la grille et termine cinquième quand Heidfeld est embouti par Michael Schumacher et termine sa course encastré dans la Ferrari F2004M.
En Malaisie, Webber talonné par son équipier, percute la Renault R25 de Giancarlo Fisichella, ouvrant la voie du podium à son équipier. S'ensuivent des places d'honneur avant le Grand Prix de Monaco, apogée de la saison de l'équipe où les deux FW27 terminent sur le podium derrière Kimi Räikkönen dominateur sur sa McLaren MP4-20, Heidfeld devant Webber. Une semaine plus tard, Heidfeld signe la pole position en Allemagne, devant son public et termine une nouvelle fois deuxième, prenant définitivement le pas sur son équipier.
La fin de la saison ressemble à un calvaire pour les pilotes de l'écurie, d'autant plus qu'à partir du Grand Prix d'Italie Nick Heidfeld, malade, laisse son baquet à Antonio Pizzonia. Ce dernier ne convainc pas, glanant seulement deux points à Monza et ne terminant aucune des courses suivantes.
Finalement, cette saison se termine sur le divorce avec BMW qui emmène Heidfeld dans ses bagages.

## Williams FW27B et FW27C
En juillet 2005, BMW teste le nouveau moteur V8 qui sera en vigueur lors de la saison 2006. La Williams FW27B est testée sur le circuit de Jerez. Quelques mois plus tard, BMW rachète l'écurie Sauber et rompt son partenariat avec Williams, qui s'associe avec Cosworth. Afin de tester le moteur américain lors de l'intersaison, Williams adapte la FW27 afin qu'elle puisse accueillir le moteur Cosworth. La FW27C est testée par Nico Rosberg et Andy Priaulx,.

## Résultats en championnat du monde de Formule 1

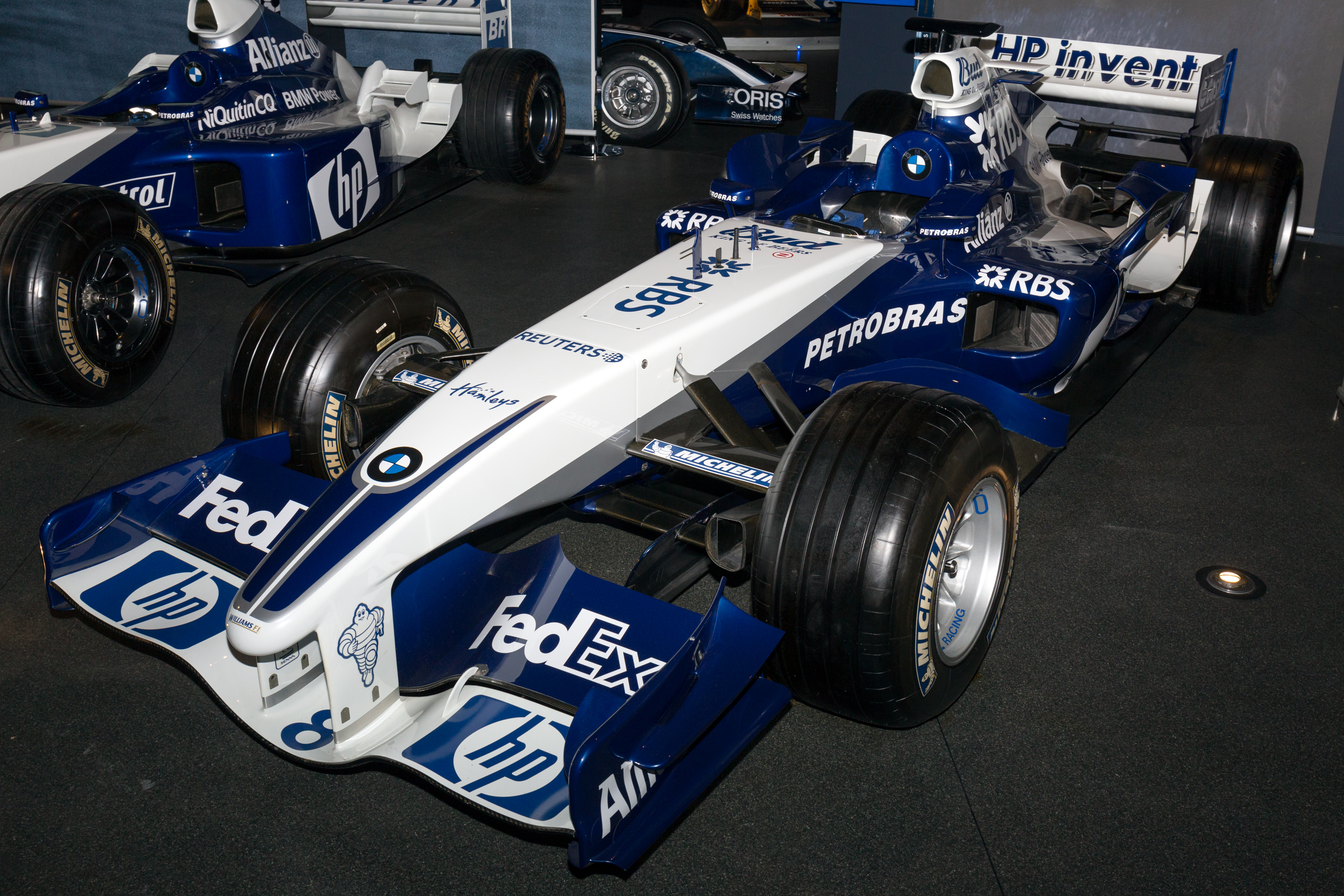
La Williams FW27 exposée au Williams Conference Centre en 2017.

| Saison | Écurie               | Moteur        | Pneus    | Pilotes          | Courses | Courses | Courses | Courses | Courses | Courses | Courses | Courses | Courses | Courses | Courses | Courses | Courses | Courses | Courses | Courses | Courses | Courses | Courses | Points inscrits | Classement |
| Saison | Écurie               | Moteur        | Pneus    | Pilotes          | 1       | 2       | 3       | 4       | 5       | 6       | 7       | 8       | 9       | 10      | 11      | 12      | 13      | 14      | 15      | 16      | 17      | 18      | 19      | Points inscrits | Classement |
| ------ | -------------------- | ------------- | -------- | ---------------- | ------- | ------- | ------- | ------- | ------- | ------- | ------- | ------- | ------- | ------- | ------- | ------- | ------- | ------- | ------- | ------- | ------- | ------- | ------- | --------------- | ---------- |
| 2005   | BMW Williams F1 Team | BMW V10 P84-5 | Michelin |                  | AUS     | MAL     | BAH     | SMR     | ESP     | MON     | EUR     | CAN     | USA     | FRA     | GBR     | ALL     | HON     | TUR     | ITA     | BEL     | BRÉ     | JAP     | CHI     | 66              | 5e         |
| 2005   | BMW Williams F1 Team | BMW V10 P84-5 | Michelin | Mark Webber      | 5e      | Abd     | 6e      | 7e      | 6e      | 3e      | Abd     | 5e      | Np      | 12e     | 11e     | Nc      | 7e      | Abd     | 14e     | 4e      | Nc      | 4e      | 7e      | 66              | 5e         |
| 2005   | BMW Williams F1 Team | BMW V10 P84-5 | Michelin | Nick Heidfeld    | Abd     | 3e      | Abd     | 6e      | 10e     | 2e      | 2e      | Abd     | Np      | 14e     | 12e     | 11e     | 6e      | Abd     |         |         |         |         |         | 66              | 5e         |
| 2005   | BMW Williams F1 Team | BMW V10 P84-5 | Michelin | Antônio Pizzonia |         |         |         |         |         |         |         |         |         |         |         |         |         |         | 7e      | 15e     | Abd     | Abd     | 13e     | 66              | 5e         |

Légende : ici 